# Andricus inflator
Andricus inflator är en stekelart som beskrevs av Hartig 1840. Andricus inflator ingår i släktet Andricus, och familjen gallsteklar. Arten är reproducerande i Sverige.